# تو بزن تا من برقصم (آلبوم مهستی)
آلبوم تو بزن تا من برقصم یک آلبوم استودیویی با صدای مهستی است که در سال ۱۹۸۵ میلادی (۱۳۶۴ خورشیدی) توسط شرکت ترانه روی نوار کاست به شماره 59 در آمریکا منتشر شده‌ است. این آلبوم با تغییراتی در ترتیب و تعداد آهنگها، مجددا در سال ۱۹۹۹ میلادی (۱۳۷۸ خورشیدی) در قالب لوح فشرده (CD) به شماره 254 توسط شرکت ترانه بازنشر شده است.  

## لیست ترانه‌ها در نسخه نوار کاست
در آلبوم «تو بزن تا من برقصم» بر روی اول و روی دوم نوار کاست، ۶ ترانه با صدای مهستی منتشر شده‌ است. بر روی جلد آلبوم تنها نام آلبوم، نام خواننده و نام ترانه‌ها درج شده است. سایر مشخصات ترانه‌ها شامل نام ترانه‌سرایان، آهنگسازان و تنظیم کنندگان بر اساس توضیحات پشت جلد سی‌دی آلبوم، به شرح جدول زیر است.
| روی نوار    | شماره | نام ترانه          | ترانه‌سرا   | آهنگساز     | تنظیم        | اولین انتشار             |
| ----------- | ----- | ------------------ | ---------- | ----------- | ------------ | ------------------------ |
| روی اول (A) | ۱     | تو بزن تا من برقصم | بیژن سمندر | صادق نوجوکی | ناصر چشم‌آذر* | ۱۳۶۲ - آلبوم عید من و تو |
| روی اول (A) | ۲     | نازی نازی          | علی نظری   | علی نظری    | کاظم رزازان  |                          |
| روی اول (A) | ۳     | سحر                | مهرداد**   | مهرداد      | کاظم رزازان  |                          |
| روی دوم (B) | ۱     | عید من و تو        | محمد حیدری | محمد حیدری  | محمد حیدری   | ۱۳۶۲ - آلبوم عید من و تو |
| روی دوم (B) | ۲     | تهران، تهران       | محمد حیدری | محمد حیدری  | محمد حیدری   |                          |
| روی دوم (B) | ۳     | خدا                | محمد حیدری | محمد حیدری  | محمد حیدری   |                          |

## لیست ترانه‌ها در نسخه لوح فشرده (CD)
در بازنشر آلبوم «تو بزن تا من برقصم» بر روی لوح فشرده، ۹ ترانه با صدای مهستی منتشر شده‌ است. در مقایسه با نسخه نوار کاست، ترتیب آهنگها تغییر کرده و ۳ ترانه از آلبومهای دیگر مهستی به این آلبوم اضافه شده است. مشخصات ترانه‌ها بر اساس توضیحات پشت جلد سی‌دی آلبوم، به شرح جدول زیر است.
| شماره | نام ترانه          | ترانه‌سرا    | آهنگساز     | تنظیم        | اولین انتشار             | مدت  |
| ----- | ------------------ | ----------- | ----------- | ------------ | ------------------------ | ---- |
| ۱     | خدا نگهدار         | شهین حنانه  | صادق نوجوکی | صادق نوجوکی  | ۱۳۶۴ - آلبوم زندگی       | ۴:۵۶ |
| ۲     | عزیز رفته          | شهین حنانه  | صادق نوجوکی | ناصر چشم‌آذر  | ۱۳۵۶                     | ۵:۱۴ |
| ۳     | تو بزن تا من برقصم | بیژن سمندر  | صادق نوجوکی | ناصر چشم‌آذر* | ۱۳۶۲ - آلبوم عید من و تو | ۳:۱۹ |
| ۴     | نازی نازی          | علی نظری    | علی نظری    | کاظم رزازان  |                          | ۳:۵۱ |
| ۵     | سحر                | مهرداد**    | مهرداد      | کاظم رزازان  |                          | ۳:۰۶ |
| ۶     | عید من و تو        | محمد حیدری  | محمد حیدری  | محمد حیدری   | ۱۳۶۲ - آلبوم عید من و تو | ۳:۳۱ |
| ۷     | تهران              | محمد حیدری  | محمد حیدری  | محمد حیدری   |                          | ۴:۰۰ |
| ۸     | خدا                | محمد حیدری  | محمد حیدری  | محمد حیدری   |                          | ۵:۱۲ |
| ۹     | تو ای عشق          | مسعود امینی | سورن        | سورن         | ۱۳۶۲ - آلبوم عید من و تو | ۴:۳۰ |

## توضیحات جانبی ترانه‌های آلبوم
تو بزن تا من برقصم
- * تنظیم کننده ترانه «تو بزن تا من برقصم» ناصر چشم‌آذر می‌باشد، ولی در توضیحات پشت جلد آلبوم، به اشتباه نام صادق نوجوکی برای تنظیم‌کننده درج شده است. در صفحه رسمی صادق نوجوکی هم نام ناصر چشم‌آذر به عنوان تنظیم کننده این ترانه آمده است[۱].

نازی نازی
- ترانه «نازی نازی» با صدای مهستی، بازخوانی ترانه‌ای است که پیش از این در سال ۱۳۵۶ با صدای علی نظری اجرا و منتشر شده بود. تنظیم مجدد ترانه «نازی نازی» با صدای مهستی را کاظم رزازان بر عهده داشته است.

سحر
- ترانه «سحر» که بیشتر با نام «سحر دختر نازم» مشهور است، ساخته‌ی "مهرداد" مشهور به مهرداد نیویورک می‌باشد[۶]. مهرداد نیویورک با نام اصلی «جعفر شریعتی»[۷] بیشتر به عنوان خواننده ترانه‌های شاد ایرانی در آمریکا مشهور است[۸].

## دیگر مشخصات آلبوم
نسخه نوار کاست (سال ۱۹۸۵ / ۱۳۶۴)
- طراحی جلد آلبوم: کوروش انگالی
- ناشر: شرکت ترانه (Taraneh Enterprises Inc. 1985, USA © ℗)

نسخه لوح فشرده (CD) (سال ۱۹۹۹ / ۱۳۷۸)
- طراحی جلد آلبوم: مرتضی برجسته، استودیوهای مترونوم (Metronome Studios)
- تهیه کنندگان: جهانگیر طبریایی، وارطان آوانسیان
- ناشر: شرکت ترانه (Taraneh Enterprises Inc. 1999, USA © ℗)

## دیگر منابع
- مشخصات پشت جلد نوار کاست «تو بزن تا من برقصم». ۱۹۸۵. نشر شرکت ترانه
- مشخصات پشت جلد سی‌دی «تو بزن تا من برقصم». ۱۹۹۹. نشر شرکت ترانه